# بتانی جنوبی (دلاور)
بتانی جنوبی، دلاور (به انگلیسی: South Bethany, Delaware) یک سکونتگاه مسکونی در ایالات متحده آمریکا با جمعیت ۴۴۹ نفر است که در دلاویر واقع شده‌است.